# Anda (Bohol)
Anda es un municipio filipino perteneciente a la provincia de Bohol, en las Bisayas Centrales.

## Geografía
Se encuentra en la costa sudoriental de la isla de Bohol.

## Historia
Hacia comienzos del siglo XX, el lugar, ya por entonces perteneciente a la provincia de Bohol, tenía contabilizada una población de 4036 habitantes. En 2020, el municipio de Anda tenía censados 17 778 habitantes.